# الجوالة (أولاد صالح)
الجوالة هي إحدى مشيخات المملكة المغربية، تتبع جغرافيا لإقليم النواصر وإداريًا لأولاد صالح. يقدر عدد سكانها بـ 4157 نسمة حسب الإحصاء الرسمي للسكان والسكنى لسنة 2004.